# Мосолы
Мосолы (Мосалы) — деревня в Ельнинском районе Смоленской области России. Население — 2 жителя (2007 год) Расположена в юго-восточной части области в 30 км к северо-востоку от города Ельня, в 11 км к северо-западу от границы с Калужской областью. В 12 км южнее деревни железнодорожная станция 475-й км на линии Смоленск — Сухиничи. Входит в состав Мазовского сельского поселения.

## История
В годы Великой Отечественной войны деревня была местом ожесточённых боёв и дважды была оккупирована гитлеровскими войсками. 1-й раз в июле 1941 года (освобождена в ходе Ельнинской операции), 2-й раз в октябре 1941 года (освобождена в ходе Ельнинско-Дорогобужской операции в 1943 году). Была освобождена 68-й армией,.